# Dolophilodes aequalis
Dolophilodes aequalis är en nattsländeart som först beskrevs av Banks 1924.  Dolophilodes aequalis ingår i släktet Dolophilodes och familjen stengömmenattsländor. Inga underarter finns listade i Catalogue of Life.